# نامادری
نامادری، زنی است که با مردی دارای فرزندان زیست‌شناختی ازدواج می‌کند. به عبارت دیگر او برای فرزندان خونی شوهر خود نامادری محسوب می‌گردد. مادرخوانده اصطلاحی متفاوت بوده و به معنای سرپرستی فرزندی بدون پدر و مادر مشخص است. 

## فرهنگ
والدین ناتنی (عمدتاً نامادری‌ها) ممکن است با چالش‌های اجتماعی مواجه شوند، زیرا به‌خاطر همراهی واژهٔ "نا" که منفی است، معمولاً در اذهان با شخصیت "مادر بد" پیوند می‌خورند.  مورولو یادآور می‌شود که معرفی شخصیت "نامادری اهریمنی (بدجنس)" در گذشته، امروزه برای والدین ناتنی مشکل‌ساز است، همچنان که باعث ایجاد حس عاری از محبت در برابر مادران ناتنی می‌شود.  با توجه به یک پژوهش در مسیحیت، وجود این حس و خوار شدن، می‌تواند تأثیر منفی به‌سزایی بر عزت نفس مادران ناتنی داشته باشد. 

## داستان
در داستان‌ها، نامادری‌ها اغلب به عنوان افرادی بدجنس و شریر به تصویر کشیده شده‌اند.  شخصیت نامادری شریر به‌شدت در افسانه‌ها به چشم می‌خورد؛ که نامدارترین نمونه‌های آن سیندرلا، سفیدبرفی و هانسل و گرتل می‌باشد.  دختران ناتنی رایج‌ترین قربانیان آزار و اذیت‌های نامادران هستند و سپس جفت دختر و پسر ناتنی، اما گاهی نیز پسران ناتنی مانند درخت عرعر  - و گاهی مانند شرق خورشید و غرب ماه، زیرا در این افسانه نابرادری از ازدواج با ناخواهری (برخلاف خواستهٔ ناخواهری) سر باز می‌زند، قربانی می‌شود، و یا حتی، ممکن است نامادران، به همسران پسران ناتنی خود تعرض کنند، همانطور که در پسران با ستاره‌های طلایی دیده می‌شود.  در پاره‌ای از افسانه‌ها، مانند گیتا سننرنتالا Giambattista Basile یا نشوالیه سبز دانمارکی، نامادر با خودشیرینی و ایجاد ارتباط با دختر ناتنی موفق می‌شود مسیر خود را برای ازدواج با پدر هموار کند و پس از آن که ازدواج صورت می‌گیرد، بی‌رحم می‌شود. 
در برخی از افسانه‌ها، پس از تولد نخستین فرزند دختر، مادربزرگ می‌تواند مادر جدید را به قتل برساند و او را با دختر خود جایگزین کند - و بدین ترتیب مادربزرگ خود را به نسل بعدی تبدیل می‌کند.  چنین جایگزینی در مزرعه شگفت انگیز ، برادر و خواهر و سه مرد کوچک در چوب رخ می‌دهد.   در فونکتال کره ای Janghwa Hongryeon jeon ، نامادری فرزندان خود را می‌کشد. 

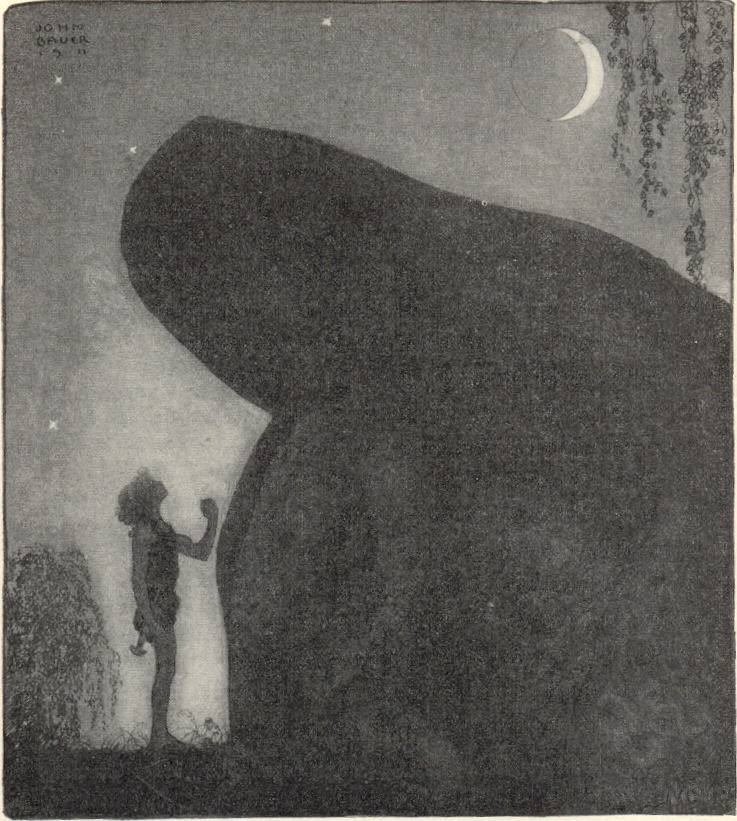
"بیدار شو گروا بیدار شو مادر" اثر جان بئور، پسری بر مزار مادرش به تمنای یاری در برابر نامادری خود آمده است.

در بسیاری از داستان‌ها با نامادری‌های شریر، خصومت بین نامادری و فرزند ناتنی، با کمک گرفتن فرزند از مادر مرده، برجسته می‌شود.  این موتیف از اسطوره‌شناسی نورس آغاز می‌شود، آن جا که سوپدگار مادرش گروا را از مزار فرا می‌خواند تا از او بیاموزد که چگونه می‌تواند کاری را که نامادری به دوشش نهاده، انجام دهد؛ تا افسانه‌هایی مانند نسخهٔ سیندرلا مربوط به برادران گریم، آن جایی که آسشپوتل جامه‌هایش را از درختی که از مزار مادرش روییده برمیگیرد، و نیز در اثر واسیلیسای زیبای روسی، وقتی که در آن واسیلیسا از آرامگاه مادرش یک عروسک به‌همراه دعای خیر او دریافت می‌کند و همین‌طور اثر سیر سرخ پیاز سرخ مالایی، که در آن مادر قهرمان در قالب ماهی برای محافظت از او به نزدش باز می‌گردد. 

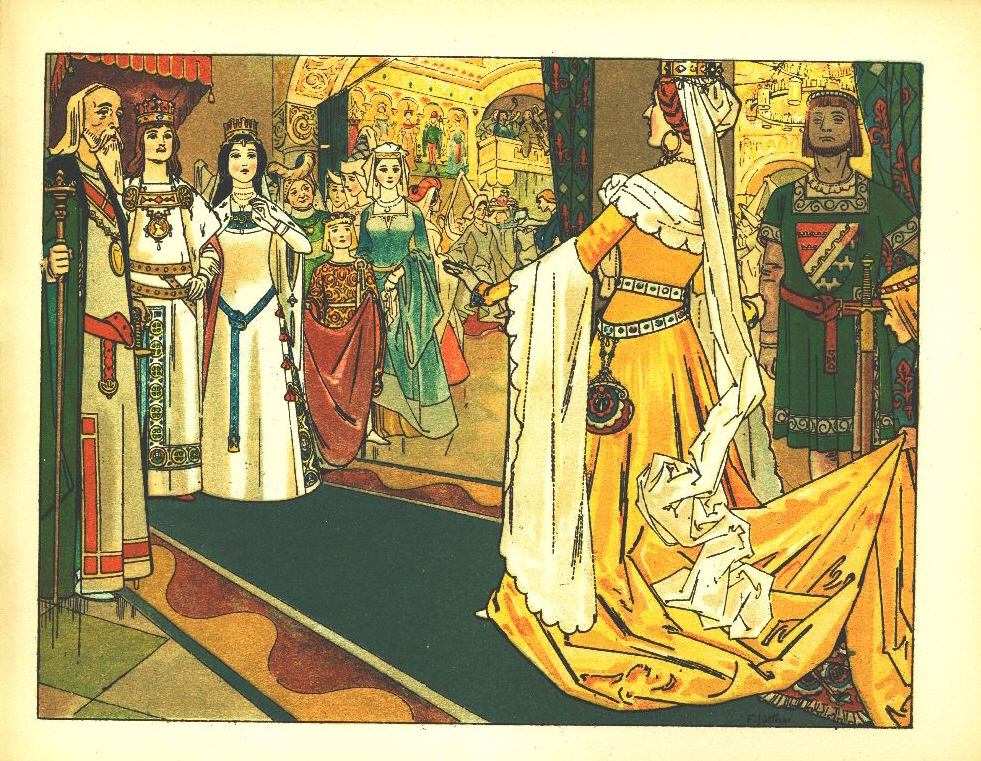
تصویری از Schneewittchen (سفید برفی) اثر فرانت جوتنر : نامادری بد متوجه می‌شود نادختری او، سفیدبرفی از سحر و جادویش گریخته است.

مفهوم واژهٔ نامادری که توصیفی از یک پدر یا مادر ذاتاً بدجنس، به‌واسطهٔ واژۀ متفاوتی در «ویل ایرلندی» (1826) جان گمبل عنوان شده است. او از زنی در حال مرگ می‌نویسد که به جانشینش دستور می‌دهد که "با فرزندان من مهربان باش".  گمبل می‌نویسد که این فرمان در حالی بود که درخواست وی به فراموشی سپرده شد و ثابت شد که او "یک نامادری تمام" بود. 

## ادبیات کلاسیک

### یونانی

#### آلکسیس (بازی)
سال ۴۳۸ پیش از میلاد: مادر زیست‌شناختی در حال مرگ، به‌خاطر ترس از بدرفتاری نامادری در برابر فرزندانش، درخواست می‌کند که شوهرش پس از او ازدواج نکند. 

#### هیپولیتس
سال ۴۲۸ پیش از میلاد: نامادری برای جلوگیری از غرق شدنش در شهوت نسبت به ناپسری‌اش، خودکشی می‌کند و تنها یک یادداشت دروغ را، با ادعای اینکه پسر ناتنی‌اش به او تجاوز کرده، به جای می‌گذارد. 